# Banara wilsonii
Banara wilsonii là một loài thực vật thuộc họ Salicaceae. Đây là loài đặc hữu của Cuba. Chúng hiện đang bị đe dọa vì mất môi trường sống.